# El Palmero
El Palmero es uno de los núcleos de población de la diputación de La Magdalena, perteneciente al municipio español de Cartagena (Región de Murcia). Son 10 km los que separan El Palmero y Cartagena, se encuentra rodeado por otros núcleos como San Isidro, La Magdalena, Los Segados o Pozo Los Palos.

## Demografía
El padrón municipal de 2014 asigna a la zona de El Palmero unos 139 habitantes, tanto extranjeros como paisanos de la zona.

## Economía
La localidad de El Palmero practica la agricultura intensiva con brécol, acelga, lechuga (en sus diferentes modalidades) y melón (también en distintas variedades), productos de gran demanda en los países de la Unión Europea.

## Historia
No encontramos referencias al territorio antes del siglo XVII, por lo que podemos suponer que permaneció despoblado, una situación que el Campo de Cartagena en general vivió durante siglos.
En el repartimiento de 1683 figuran ya algunos topónimos de la zona que consistían mayormente en pagos o aldeas vinculadas a la agricultura, como La Magdalena, Pozo de los Palos y Toledano.
A comienzos del siglo XX, el término municipal de Cartagena se divide en 23 diputaciones, y tiene a La Magdalena como cabecera del noveno distrito, en el que se encuadran Campo Nubla, Los Puertos de Santa Bárbara y Perín. Por real orden del 10 de julio de 1896 y a efectos del registro de la propiedad forma parte de la Tercera Sección, junto a Campo Nubla, Canteras, El Albujón, El Plan, La Aljorra, Los Puertos de Santa Bárbara, Miranda, Perín y San Antonio Abad.
Durante la Guerra Civil Española, las autoridades republicanas decidieron cambiar el nombre de la diputación por «Aida Lafuente», mientras que el caserío de San Isidro hizo lo propio a «Buenaventura Durruti».

## Patrimonio
Como ya se ha relatado antes, durante mucho tiempo las únicas edificaciones de importancia en la diputación fueron la Torre del Moro y la Torre Rubia. La primera se encuentra en las cercanías de Cuesta Blanca, mientras que la otra se localiza a 500 metros de Molinos Marfagones. Ambas fueron construidas en el siglo XVI y están catalogadas como Bien de Interés Cultural.
Con el paso del tiempo, la amenaza berberisca remitió y la población pudo vivir en asentamientos estables y con ello llegó la arquitectura civil con exponentes como la ermita de La Magdalena y los molinos de viento, típicos en la comarca.